# ホイップるん
ホイップるんとは東京都目黒区自由が丘のマスコットキャラクターである。ホイップクリームの妖精さんである。

## 概要
- 2004年、自由が丘女神まつりの企画としてパティシエの辻口博啓が審査委員長となって第1回自由が丘スイーツ系・キャラクターグランプリが行われ、650点余りの応募作の中からグランプリに選ばれる。
- 2009年、目黒区・自由が丘商店街振興組合などが出資する株式会社ジェイ・スピリットにより商標登録される。[1]
- 2010年、井上あずみによるイメージソング「ホイップるん音頭」発表。
- 2011年、RuRu Chapeauによるイメージソング「patisserie la ホイップるん」発表。
- 2012年、10月7日、目黒区に「区民」登録し特別住民となる。同時に目黒区公式観光キャラクターに認定される。
- 2013年、ALLOVERによるイメージソング「ホイップるんLOVE」発表。

## 外見・特徴
ホイップクリームをイメージした白い水滴型の丸顔が特徴で、右上に赤い花を飾っているのがホイップるんちゃんである。
誕生の一年後、2005年には赤い花の代わりにコック帽を被ったホイップるんくんが登場し、自由が丘のエコに関する取り組みとタイアップして使用される時には緑の双葉を飾ることもある。
ホイップるんちゃん、ホイップるんくん両方ともパティシエの格好をしている。
目黒区特別住民票によると、ホイップるんちゃん・ホイップるんくんとも生年月日は10月1日、年齢不詳となっている。
「住民となった日」はホイップるんちゃんが平成19年10月1日、ホイップるんくんは平成20年10月1日である。